# اسک (هیرمند)
اسک یک روستا در ایران است که در استان سیستان و بلوچستان واقع شده‌است. اسک ۱۰۸ نفر جمعیت دارد.